# Elezioni suppletive per la Camera dei rappresentanti degli Stati Uniti d'America del 1798
Nel corso del 1798 si tennero elezioni suppletive per la Camera dei rappresentanti per eleggere deputati della Camera nei distretti rimasti vacanti. 

## Risultati

### 10º distretto congressuale della Carolina del Nord
Le elezioni politiche suppletive nel 10º distretto congressuale della Carolina del Nord si sono tenute il 4 agosto, in seguito alla morte di Nathan Bryan.
| Partito                            | Partito                                               | Candidato                          | Risultati 4 agosto | Risultati 4 agosto |
| Partito                            | Partito                                               | Candidato                          | Voti               | %                  |
| ---------------------------------- | ----------------------------------------------------- | ---------------------------------- | ------------------ | ------------------ |
|                                    | Democratico-Repubblicano                              | Richard Dobbs Spaight              | 987                | 51,22              |
|                                    | Federalista                                           | Thomas Badger                      | 940                | 48,78              |
|                                    |                                                       |                                    |                    |                    |
| Iscritti                           | Iscritti                                              | Iscritti                           | 1 927              | 100,00             |
| ↳ Votanti (% su iscritti)          | ↳ Votanti (% su iscritti)                             | ↳ Votanti (% su iscritti)          | 1 927              | 100,00             |
| ↳ Voti validi (% su votanti)       | ↳ Voti validi (% su votanti)                          | ↳ Voti validi (% su votanti)       | 1 927              | 100,00             |
| ↳ Schede non valide (% su votanti) | ↳ Schede non valide (% su votanti)                    | ↳ Schede non valide (% su votanti) | 0                  | 0,00               |
| ↳ Astenuti (% su iscritti)         | ↳ Astenuti (% su iscritti)                            | ↳ Astenuti (% su iscritti)         | 0                  | 0,00               |
|                                    |                                                       |                                    |                    |                    |
|                                    | Esito: collegio confermato a Democratico-Repubblicano |                                    |                    |                    |

### 1º distretto congressuale della Pennsylvania
Le elezioni politiche suppletive nel 1º distretto congressuale della Pennsylvania si sono tenute il 9 ottobre, in seguito alla morte di John Swanwick.
| Partito                            | Partito                                                         | Candidato                          | Risultati 9 ottobre | Risultati 9 ottobre |
| Partito                            | Partito                                                         | Candidato                          | Voti                | %                   |
| ---------------------------------- | --------------------------------------------------------------- | ---------------------------------- | ------------------- | ------------------- |
|                                    | Federalista                                                     | Robert Waln                        | 866                 | 69,50               |
|                                    | Democratico-Repubblicano                                        | Samuel Miles                       | 380                 | 30,50               |
|                                    |                                                                 |                                    |                     |                     |
| Iscritti                           | Iscritti                                                        | Iscritti                           | 1 246               | 100,00              |
| ↳ Votanti (% su iscritti)          | ↳ Votanti (% su iscritti)                                       | ↳ Votanti (% su iscritti)          | 1 246               | 100,00              |
| ↳ Voti validi (% su votanti)       | ↳ Voti validi (% su votanti)                                    | ↳ Voti validi (% su votanti)       | 1 246               | 100,00              |
| ↳ Schede non valide (% su votanti) | ↳ Schede non valide (% su votanti)                              | ↳ Schede non valide (% su votanti) | 0                   | 0,00                |
| ↳ Astenuti (% su iscritti)         | ↳ Astenuti (% su iscritti)                                      | ↳ Astenuti (% su iscritti)         | 0                   | 0,00                |
|                                    |                                                                 |                                    |                     |                     |
|                                    | Esito: collegio passa da Democratico-Repubblicano a Federalista |                                    |                     |                     |

### 4º distretto congressuale della Pennsylvania
Le elezioni politiche suppletive nel 4º distretto congressuale della Pennsylvania si sono tenute il 9 ottobre, in seguito alle dimissioni di Samuel Sitgreaves.
| Partito                            | Partito                                                         | Candidato                          | Risultati 9 ottobre | Risultati 9 ottobre |
| Partito                            | Partito                                                         | Candidato                          | Voti                | %                   |
| ---------------------------------- | --------------------------------------------------------------- | ---------------------------------- | ------------------- | ------------------- |
|                                    | Democratico-Repubblicano                                        | Robert Brown                       | 5 109               | 62,09               |
|                                    | Federalista                                                     | Jacob Everly                       | 3 120               | 37,91               |
|                                    |                                                                 |                                    |                     |                     |
| Iscritti                           | Iscritti                                                        | Iscritti                           | 8 229               | 100,00              |
| ↳ Votanti (% su iscritti)          | ↳ Votanti (% su iscritti)                                       | ↳ Votanti (% su iscritti)          | 8 229               | 100,00              |
| ↳ Voti validi (% su votanti)       | ↳ Voti validi (% su votanti)                                    | ↳ Voti validi (% su votanti)       | 8 229               | 100,00              |
| ↳ Schede non valide (% su votanti) | ↳ Schede non valide (% su votanti)                              | ↳ Schede non valide (% su votanti) | 0                   | 0,00                |
| ↳ Astenuti (% su iscritti)         | ↳ Astenuti (% su iscritti)                                      | ↳ Astenuti (% su iscritti)         | 0                   | 0,00                |
|                                    |                                                                 |                                    |                     |                     |
|                                    | Esito: collegio passa da Federalista a Democratico-Repubblicano |                                    |                     |                     |

### 7º distretto congressuale del Maryland
Le elezioni politiche suppletive nel 7º distretto congressuale del Maryland si sono tenute il 29 novembre, in seguito alla morte di Joshua Seney.
| Partito                            | Partito                                               | Candidato                          | Risultati 29 novembre | Risultati 29 novembre |
| Partito                            | Partito                                               | Candidato                          | Voti                  | %                     |
| ---------------------------------- | ----------------------------------------------------- | ---------------------------------- | --------------------- | --------------------- |
|                                    | Democratico-Repubblicano                              | Joseph H. Nicholson                | 1 351                 | 51,39                 |
|                                    | Federalista                                           | John Goldsborough                  | 1 278                 | 48,61                 |
|                                    |                                                       |                                    |                       |                       |
| Iscritti                           | Iscritti                                              | Iscritti                           | 2 629                 | 100,00                |
| ↳ Votanti (% su iscritti)          | ↳ Votanti (% su iscritti)                             | ↳ Votanti (% su iscritti)          | 2 629                 | 100,00                |
| ↳ Voti validi (% su votanti)       | ↳ Voti validi (% su votanti)                          | ↳ Voti validi (% su votanti)       | 2 629                 | 100,00                |
| ↳ Schede non valide (% su votanti) | ↳ Schede non valide (% su votanti)                    | ↳ Schede non valide (% su votanti) | 0                     | 0,00                  |
| ↳ Astenuti (% su iscritti)         | ↳ Astenuti (% su iscritti)                            | ↳ Astenuti (% su iscritti)         | 0                     | 0,00                  |
|                                    |                                                       |                                    |                       |                       |
|                                    | Esito: collegio confermato a Democratico-Repubblicano |                                    |                       |                       |

## Riepilogo
| Dat         | Stato             | Collegio | Parlamentare uscente | Partito                  | Parlamentare eletto   | Partito                  |
| ----------- | ----------------- | -------- | -------------------- | ------------------------ | --------------------- | ------------------------ |
| 4 agosto    | Carolina del Nord | 10°      | Nathan Bryan         | Democratico-Repubblicano | Richard Dobbs Spaight | Democratico-Repubblicano |
| 9 ottobre   | Pennsylvania      | 1°       | John Swanwick        | Democratico-Repubblicano | Robert Waln           | Federalista              |
| 9 ottobre   | Pennsylvania      | 4°       | Samuel Sitgreaves    | Federalista              | Robert Brown          | Democratico-Repubblicano |
| 29 novembre | Maryland          | 7°       | Joshua Seney         | Democratico-Repubblicano | Joseph H. Nicholson   | Democratico-Repubblicano |